# Regina Michalik
Regina Michalik (* 4. Februar 1958) ist eine ehemalige deutsche Politikerin von Bündnis 90/Die Grünen.

## Leben
Michalik studierte Psychologie und schloss dieses Studium an der Rheinischen Friedrich-Wilhelms-Universität Bonn mit Diplom ab. Seit 1980 arbeitet sie in der Erwachsenenbildung und als Beraterin. Sie engagierte sich in der Frauenbewegung und trat 1983 den Grünen bei, für deren Bundestagsfraktion sie bis 1984 arbeitete. In der Grünen-Fraktion baute sie eine Fraktionsgeschäftsführung auf und arbeitete eng mit dem damaligen Parlamentarischen Geschäftsführer der Grünen, Joschka Fischer zusammen. 1987 wurde sie zusammen mit Jutta Ditfurth und Christian Schmidt zu einer der drei gleichberechtigten Bundesvorstandssprecher der Partei gewählt. 1989 trat sie für dieses Amt nicht mehr an und zog sich zunächst aus der Politik zurück.
Von 1995 bis 1999 gehörte sie Bezirksverordnetenversammlung von Reinickendorf an. Im Februar 1999 bemühte sich Michalik um einen aussichtsreichen Listenplatz für die Europawahl 1999, konnte sich dabei jedoch nicht durchsetzen. Dafür wurde sie aber im gleichen Jahr zur Landesvorsitzenden der Berliner Grünen gewählt. Dieses Amt übte sie bis 2003 aus. Danach zog sie sich erneut aus der Politik zurück. Im Februar 2003 gründete sie in Berlin das Unternehmen Interchange Coaching, Seminare und Mediation und arbeitet seitdem als Coach und Mediatorin.

## Veröffentlichungen
- Intrige. Machtspiele: wie sie funktionieren, wie man sie durchschaut, was man dagegen tun kann. Econ, Berlin 2011, ISBN 978-3-430-20099-8.